# Brixia broussei
Brixia broussei är en insektsart som beskrevs av Williams 1975. Brixia broussei ingår i släktet Brixia och familjen kilstritar. Inga underarter finns listade i Catalogue of Life.